# Arbigny-sous-Varennes
Arbigny-sous-Varennes és un municipi francès situat al departament de l'Alt Marne i a la regió del Gran Est. L'any 2007 tenia 86 habitants.

## Demografia

### Població
El 2007 la població de fet d'Arbigny-sous-Varennes era de 86 persones. Hi havia 40 famílies de les quals 20 eren unipersonals (12 homes vivint sols i 8 dones vivint soles), 12 parelles sense fills i 8 parelles amb fills.
La població ha evolucionat segons el següent gràfic:
Habitants censats

### Habitatges
El 2007 hi havia 85 habitatges, 41 eren l'habitatge principal de la família, 38 eren segones residències i 7 estaven desocupats. Tots els 85 habitatges eren cases. Tots els 41 habitatges principals que hi havia estaven ocupats pels seus propietaris; 1 tenia una cambra, 1 en tenia dues, 8 en tenien tres, 12 en tenien quatre i 18 en tenien cinc o més. 37 habitatges disposaven pel capbaix d'una plaça de pàrquing. A 14 habitatges hi havia un automòbil i a 16 n'hi havia dos o més.

### Piràmide de població
La piràmide de població per edats i sexe el 2009 era:
| Homes | Edats   | Dones |
| ----- | ------- | ----- |
| 0     | 95 o +  | 0     |
| 4     | 90 a 94 | 0     |
| 0     | 85 a 89 | 4     |
| 0     | 80 a 84 | 8     |
| 4     | 75 a 79 | 0     |
| 4     | 70 a 74 | 8     |
| 0     | 65 a 69 | 0     |
| 8     | 60 a 64 | 0     |
| 4     | 55 a 59 | 4     |
| 0     | 50 a 54 | 4     |
| 4     | 45 a 49 | 0     |
| 4     | 40 a 44 | 8     |
| 4     | 35 a 39 | 0     |
| 4     | 30 a 34 | 0     |
| 8     | 25 a 29 | 0     |
| 4     | 20 a 24 | 4     |
| 4     | 15 a 19 | 0     |
| 4     | 10 a 14 | 4     |
| 4     | 5 a 9   | 0     |
| 0     | 0 a 4   | 0     |

## Economia
El 2007 la població en edat de treballar era de 41 persones, 20 eren actives i 21 eren inactives. De les 20 persones actives 17 estaven ocupades (11 homes i 6 dones) i 3 estaven aturades (3 dones i 3 dones). De les 21 persones inactives 11 estaven jubilades, 3 estaven estudiant i 7 estaven classificades com a «altres inactius».
Activitats econòmiques
L'únic establiment que hi havia el 2007 era d'una empresa de fabricació d'altres productes industrials.
L'any 2000 a Arbigny-sous-Varennes hi havia 4 explotacions agrícoles.

## Poblacions més properes
El següent diagrama mostra les poblacions més properes.